# Crepidomanes lofoushanense
Crepidomanes lofoushanense là một loài thực vật có mạch trong họ Hymenophyllaceae. Loài này được (Ching) K. Iwats. miêu tả khoa học đầu tiên năm 1985.